# Imre Nyéki
Imre Nyéki (n. 1 noiembrie 1928, Szerep, Districtul Püspökladány, Hajdú-Bihar, Ungaria – d. 27 martie 1995, Budapesta, Ungaria) a fost un înotător ce a reprezentat Ungaria, medaliat olimpic. A participat la 2 ediții ale Jocurilor Olimpice (1948, 1952) în care a câștigat o medalie de argint.